# Whereis
whereis est une commande UNIX permettant de localiser les fichiers binaires, sources et de manuel d'un programme.

## Exemple
```
$
 
whereis
 
man
man:
 
/usr/bin/man
 
/etc/man.config
 
/usr/share/man
$
 
whereis
 
whereis
whereis:
 
/usr/bin/whereis
 
/usr/share/man/man1/whereis.1.gz

```

Cette commande étant un programme (et non pas une commande du shell), elle ne trouvera pas les alias, les commandes internes et les fonctions du shell.